# Coupe de Belgique de football 1926-1927
Navigation
Édition précédente Édition suivante
La Coupe de Belgique 1926-1927 est la quatrième édition de la Coupe de Belgique. Si dès la fin de la Première Guerre mondiale, le championnat de Belgique reprend ses droits, il n'en est pas de même pour la Coupe qui n'est pas dans les priorités des dirigeants belges. Toutefois, pour cette saison 1926-1927, l'épreuve est ressortie des oubliettes. Mais on peut dire qu'elle y retourne dès la saison suivante, car elle n'est plus organisée avant 1934.
Pour cette 4e édition, le Royal Cercle Sportif Brugeois remporte le trophée et réalise de la sorte le deuxième doublé "Championnat/Coupe" de l'Histoire du football belge. Notez que le club Vert et Noir ne franchit le premier tour que grâce à un "pile ou face" favorable.

## Fonctionnement - Règlement
"La Vie Sportive", organe officiel de l'URBSFA, de juin 1926, publie le règlement de l'épreuve. « L'Article 1 » confirme l'appellation de « Coupe de Belgique » et que le trophée est offert par Sa Majesté le Roi (à l'époque Albert Ier). On apprend ainsi par « l'Article 3 » que l'épreuve (nommée « concours ») se découpe en deux tournois: l'un provincial, l'autre national. Les actuels « Tours préliminaires » sont donc nés.
« L'Article 4 » précise que tous les clubs affiliés peuvent participer à condition que leur demande soit acceptée par le Comité Exécutif de la fédération et que la « Coupe de Belgique » est organisée chaque année. « L'Article 5 » fixe la date d'inscription au 1er juillet 1926 et fixe le droit de participation à 50 Francs Belges.
Par « l'Article 7 », on sait que le tour provincial concerne les équipes des séries régionales et de Promotion (à l'époque 3e niveau national) et que les deux premiers tours sont joués les deux derniers dimanche d'août. À partir du « tour national » (concrètement à partir du 3e tour), un dimanche par mois devrait être réservé à l'épreuve. Cet article confirme l'entrée des clubs de Division d'Honneur de Division 1 inscrits à partir de ce « 3e tour ». La répartition des rencontres se fait par tirage au sort.
« L'Article 8 » donne la préséance aux sélections internationales. En d'autres termes, si un joueur est sélectionné pour une rencontre des Diables Rouges ou un de leurs entraînements, son club ne peut pas utiliser ce motif comme excuse pour une remise d'un match de Coupe de Belgique programmé le même jour !
« L'Article 9 » définit que les rencontres sont jouées sur le terrain de la première équipe tirée (au sort) et qu'aucun changement à cette règle ne peut intervenir sans accord de l'autre club. Dans le cas où une rencontre doit être rejouée, l'équipe qui se déplaçait à la priorité du choix du terrain pour le « replay ». Ce même article ordonne et explique la procédure de qualification. Si à l'issue des 90 minutes réglementaires, l'égalité est de mise entre les deux adversaires, on joue des prolongations de 7 minutes 30 secondes jusqu'à ce que vainqueur soit désigné. Un maximum de 6 prolongations est possible, soit 135 minutes. Si l'égalité persiste, l'arbitre procédera à un « toss » (jet de pièce) pour désigner vainqueur.
Selon « l'Article 10 », le choix des terrains pour les demi-finales et la finale sont du ressort du Comité d'organisation de la Coupe de Belgique. Le même article précise que si ces matches se terminent par partage, une prolongation de 30 minutes est disputée et que le match est rejoué si l'égalité subsiste encore au terme de cet « extra-time ». À l'issue de celui-ci la procédure prévue à l'Article 9 s'applique avec un jet de pièce au bout des prolongations. Par contre si aucun vainqueur n'est désigné au terme de prolongations en finale, chacun des clubs concernés se verra attribuer la garde du trophée pour six mois ! Dans ce cas de figure exceptionnel, les deux formations reçoivent des médailles d'or, alors que « l'Article 11 » explique la garde du trophée pour un an au vainqueur, des médailles d'or aux joueurs victorieux, et des médailles d'argent pour les finalistes malheureux.
Pour rappel, un match de football se poursuit par une prolongation (jouée en deux fois 15 minutes). Dans le langage courant, on fait souvent état des prolongations. Cette propension à employer le pluriel vient du fait qu'il y a deux mi-temps, mais surtout des règlements anciens. En effet, pendant longtemps, selon l'évolution du règlement des épreuves (et pas uniquement en Coupe de Belgique), on pouvait jouer une prolongation de 2 × 15 minutes, suivie...d'une autre prolongation de 2 × 7 minutes 30, si l'égalité subsistait ! Il n'est pas rare de trouver dans les archives des matches ayant donné lieu à... six prolongations de « 7 minutes 30 » !
« L'Article 12 » est consacré à l'aspect financier, dont les recettes des matches. Jusqu'aux demi-finales non comprises, les recettes (d'où sont déduites toute une série de frais) sont partagées entre les deux clubs concernés. L'article décrit tous les frais pris en compte : arbitre, taxes, déplacement des visiteurs (soit l'équivalent d'un billet de train de... 3e classe). Une indemnité est prévue pour le club visité (100 FB au tour provincial, 200 FB au tour national, 400 FB pour les demis et la finale). Le prix d'entrée minimal aux rencontres de Coupe de Belgique est aussi fixé par cet article, à savoir 1,50 FB (+ la taxe communale prévue). Il est également précisé que, pour les matches de Coupe, les membres et les abonnés d'un club devront s'acquitter du prix prévu. Les différents décomptes doivent être faits par le club visité qui a obligation de les transmettre au club visiteur dans les 5 jours ouvrables, sous peine d'amende.

## Calendrier
Deux tours préliminaires, regroupés à l'époque sous la dénomination générique de  « Tour provincial », ont lieu par provinces avant que ne démarre le premier tour "national". Les tableaux ci-dessous vous proposent le « Tour national » de l'épreuve.
Les rencontres sont jouées ou, selon les cas, rejouées aux « dates libres »: le plus souvent un dimanche. À cette époque, la plupart de clubs ne disposent pas encore de terrain éclairé permettant de jouer en soirée. Mais aussi et surtout parce qu'à cette époque, les joueurs ne sont pas professionnels. N'oublions pas non plus qu'alors, le samedi n'est pas un jour de congé. Certaines rencontres sont disputées les 1er et 11 novembre 1926, soit deux jours fériés lors desquels, soit dit entre parenthèses, ont lieu une rencontre des « Diables Rouges ».

## Répartition des clubs engagés
| Abréviations des Divisions - (DH) : club évoluant en Division d'Honneur (D1) - (I) : club évoluant en Division 1 (D2) - (P) : club évoluant en Promotion (D3) - (p-...) : club évoluant dans les séries provinciales concernées Abréviations des Provinces - (Anv) : Province d'Anvers - (Bbt) : Province de Brabant - (WVl) : Province de Flandre-Occidentale - (OVl) : Province de Flandre-Orientale - (Hai) : Province de Hainaut - (Liè) : Province de Liège - (Lim) : Province de Limbourg - (Lux) : Province de Luxembourg - (Nam) : Province de Namur | \| Province \| DH \| D1 \| P \| prov. \| Total \| \| ------------------- \| -- \| -- \| -- \| ----- \| ----- \| \| Anvers \| 1 \| 3 \| 2 \| 3 \| 9 \| \| Brabant \| 4 \| 3 \| 3 \| 5 \| 15 \| \| Flandre occidentale \| 2 \| 0 \| 1 \| 2 \| 5 \| \| Flandre orientale \| 1 \| 0 \| 1 \| 1 \| 3 \| \| Hainaut \| 0 \| 0 \| 2 \| 2 \| 4 \| \| Liège \| 1 \| 5 \| 6 \| 5 \| 17 \| \| Limbourg \| 0 \| 0 \| 0 \| 2 \| 2 \| \| Luxembourg \| 0 \| 0 \| 1 \| 1 \| 2 \| \| Namur \| 0 \| 0 \| 1 \| 2 \| 3 \| \| Total \| 9 \| 11 \| 17 \| 23 \| 60 \| |    |    |       |       |
| Province | DH | D1 | P  | prov. | Total |
| Anvers | 1 | 3  | 2  | 3     | 9     |
| Brabant | 4 | 3  | 3  | 5     | 15    |
| Flandre occidentale | 2 | 0  | 1  | 2     | 5     |
| Flandre orientale | 1 | 0  | 1  | 1     | 3     |
| Hainaut | 0 | 0  | 2  | 2     | 4     |
| Liège | 1 | 5  | 6  | 5     | 17    |
| Limbourg | 0 | 0  | 0  | 2     | 2     |
| Luxembourg | 0 | 0  | 1  | 1     | 2     |
| Namur | 0 | 0  | 1  | 2     | 3     |
| Total | 9 | 11 | 17 | 23    | 60    |

## Cas particuliers

### Cas «Léopold CB»
Ayant eu son premier match à rejouer, le R. Léopold CB dispute plusieurs tours successifs avec un retard par rapport aux dates initialement prévues. Ce décalage se confirme quant à la suite d'une réclamation introduite par son adversaire du 3e tour (US Auvelais), le club bruxellois doit rejouer sa rencontre.

### Cas «Crossing FC Ganshoren»
Faisant partie des qualifiés de la Province de Brabant, à l'issue des deux tours provinciaux, le Crossing FC Ganshoren est donné par certaines sources contre un adversaire erroné au 3e tour, à savoir Ixelles SC. Il s'agit d'une anomalie puisque ce club a déclaré forfait au tout premier tour provincial (c'est Vilvorde FC qui en a bénéficié). Comme le « Crossing FC » participe bel et bien au 4e tour, des recherches archivistiques sont en cours afin de savoir s'il fut « bye », ou s'il joua contre un adversaire que nous nommerons « mystère », au 3e tour.

## Légende
|  | Clubs qualifiés pour le tour suivant |

: indique que le club a été relégué dans la division renseignée à la fin de la saison précédente
: indique que le club a été promu dans la division renseignée à la fin de la saison précédente
Prolongations = qualification acquise après qu'une ou plusieurs périodes de prolongations soient jouées.
« Toss »: qualification acquise après un tirage au sort (jet d'une pièce).
« ???? »: la raison de la qualification (forfait, toss, match rejoué,...) n'est connue avec certitude.

## Troisième tour -(1ertournational)
| Dates      | Tour | N° | Visités                                         | Visiteurs                          | Score final | Remarques                               |
| ---------- | ---- | -- | ----------------------------------------------- | ---------------------------------- | ----------- | --------------------------------------- |
| 03/10/1926 | T3   | 1  | R. Beerschot AC (DH)                            | Ruysbroek FC (p-Bbt)               | 7-0         |                                         |
| 03/10/1926 | T3   | 2  | R. Standard CL (DH)                             | R. FC Bressoux (-P)                | x-x         |                                         |
| 03/10/1926 | T3   | 3  | VV Oude God Sport (I)                           | Loncin FC (p-Liè)                  | 5-0         |                                         |
| 03/10/1926 | T3   | 4  | Entente Tamines (-P)                            | SC Anderlechtois (-I)              | 1-5         |                                         |
| 03/10/1926 | T3   | 5  | Cercle des Sports de Marchienne-Monceau (p-Hai) | AEC Mons (-P)                      | 2-5         |                                         |
| 03/10/1926 | T3   | 6  | Namur Sports (p-Nam)                            | Fléron FC (-P)                     | 5-7         |                                         |
| 03/10/1926 | T3   | 7  | Running FC Jemeppe-sur-Meuse (p-Liè)            | US Tournaisienne (-P)              | 2-1         |                                         |
| 03/10/1926 | T3   | 8  | CS Saint-Josse (p-Bbt)                          | AA Mouscronnoise (p-Hai)           | 4-2         |                                         |
| 03/10/1926 | T3   | 9  | Club Renaisien (-P)                             | AS Ixelloise (p-Bbt)               | 5-0         |                                         |
| 03/10/1926 | T3   | 10 | AS Ostendaise (-P)                              | FC Sérésien (-P)                   | 1-0         |                                         |
| 03/10/1926 | T3   | 11 | Borgerhoutsche SK (p-Anv)                       | Vilvorde FC (-P)                   | 4-1         |                                         |
| 03/10/1926 | T3   | 12 | Standard FC Bouillon (p-Lux)                    | Tubantia FAC (-P)                  | 1-5         |                                         |
| 03/10/1926 | T3   | 13 | Stade Waremmien FC (-P)                         | Skill Racing Union (I)             | 3-2         |                                         |
| 03/10/1926 | T3   | 14 | R. FC Brugeois (DH)                             | R. RC de Gand (DH)                 | 2-7         |                                         |
| 03/10/1926 | T3   | 15 | Jeunesse Arlonaise (-P)                         | FC Evergem-Center (p-OVl)          | 6-1         |                                         |
| 03/10/1926 | T3   | 16 | R. Tilleur FC (-I)                              | CS Schaerbeek (-P)                 | 7-3         | après prolongations (3-3)               |
| 03/10/1926 | T3   | 17 | R. Uccle Sport (I)                              | FC Union Bourg-Léopoldoise (p-Lim) | 12-0        |                                         |
| 03/10/1926 | T3   | 18 | Hasseltsche VV (p-Lim)                          | US Liège (-P)                      | 8-0         |                                         |
| 03/10/1926 | T3   | 19 | Boom FC (I)                                     | Cappellen FC (-P)                  | 2-4         |                                         |
| 03/10/1926 | T3   | 20 | SC Méninois (p-WVl)                             | R. CS Verviétois (-I)              | 0-2         |                                         |
| 03/10/1926 | T3   | 21 | La Jeunesse d’Eupen (p-Liè)                     | CS La Forestoise (DH)              | 2-4         | après prolongations (2-2)               |
| 03/10/1926 | T3   | 22 | Turnhoutse SK HIH (p-Anv)                       | R. CS Brugeois (DH)                | 2-2         | après prolongations - TOSS              |
| 10/10/1926 | T3   | 23 | Daring CB SR (DH)                               | AS Herstalienne (I)                | 5-4         | après prolongations (4-4)               |
| 10/10/1926 | T3   | 24 | R. Racing CB (-DH)                              | FC Wandre Union (p-Liè)            | 4-0         |                                         |
| 10/10/1926 | T3   | 25 | R. FC Liégeois (I)                              | Union St-Gilloise SR T (DH)        | 1-5         |                                         |
| 10/10/1926 | T3   | 26 | White Star Woluwé AC (I)                        | Liersche SK (I)                    | 1-0         |                                         |
| 10/10/1926 | T3   | 27 | Racing FC Montegnée (-P)                        | US Laeken (p-Bbt)                  | 7-1         |                                         |
| 10/10/1926 | T3   | 28 | Sprimont Sports (p-Liè)                         | US du Centre (p-Hai)               | 2-5         |                                         |
| 10/10/1926 | T3   | 29 | R. Léopold CB (-P)                              | Union Sarthoise Auvelais (p-Nam)   | 2-1         | après prolongations (1-1) - A REJOUER ! |
| -          | T3   | x  | Crossing FC Ganshoren (p-Bbt)                   |                                    | bye ?       | voir Cas particuliers, ci-dessus        |
| -          | T3   | x  | FC Klein Brabant (p-Anv)                        |                                    | bye         |                                         |